# Municipio de Van Buren (condado de LaGrange)
El municipio de Van Buren (en inglés: Van Buren Township) es un municipio ubicado en el condado de LaGrange en el estado estadounidense de Indiana. En el año 2010 tenía una población de 3439 habitantes y una densidad poblacional de 34,84 personas por km².

## Geografía
Según la Oficina del Censo de los Estados Unidos, tiene una superficie total de 98.7 km², de la cual 97,49 km² corresponden a tierra firme y (1,23 %) 1,21 km² es agua.

## Demografía
Según el censo de 2010, había 3439 personas residiendo. La densidad de población era de 34,84 hab./km². De los 3439 habitantes, estaba compuesto por el 97,73 % blancos, el 0,2 % eran afroamericanos, el 0,17 % eran amerindios, el 0,2 % eran asiáticos, el 0,93 % eran de otras razas y el 0,76 % eran de una mezcla de razas. Del total de la población el 2,18 % eran hispanos o latinos de cualquier raza.